# Aleksandrs Kiršteins
Aleksandrs Kiršteins (ur. 27 sierpnia 1948 w Vecpiebaldze) – łotewski polityk i architekt, w latach 1995–1997 minister, poseł na Sejm Republiki Łotewskiej, eurodeputowany V kadencji.

## Życiorys
Z wykształcenia architekt, w 1972 ukończył studia w Ryskim Instytucie Politechnicznym. Pracował w wyuczonym zawodzie, zaczynając od administracji miejskiej w rydze, a od połowy lat 70. jako główny architekt przedsiębiorstwa projektowego Pilsētprojekts.
Pod koniec lat 80. zaangażował się w działalność opozycyjną, dołączył do Łotewskiego Narodowego Ruchu Niepodległości (LNNK). W 1990 w wolnych wyborach uzyskał mandat deputowanego do Rady Najwyższej Łotewskiej SRR. W 1993, 1995, 1998 i 2002 wybierany do Sejmu V, VI, VII i VIII kadencji, w którym zasiadał do 2006. Od grudnia 1995 do sierpnia 1997 był ministrem bez teki do spraw kontaktów z Unią Europejską w dwóch rządach Andrisa Šķēlego. Po powołaniu w 1997 partii TB/LNNK przewodniczył własnemu niewielkiemu ugrupowaniu. W 1998 dołączył do Partii Ludowej.
Po akcesie Łotwy do Unii Europejskiej formalnie od maja do lipca 2004 sprawował mandat eurodeputowanego V kadencji. W trakcie VIII kadencji Sejmu został posłem niezrzeszonym. Od 2007 prowadził własną działalność jako architekt i konsultant.
Wstąpił później do ugrupowania Wszystko dla Łotwy!, w 2013 z ramienia narodowców wszedł w skład rady miejskiej w Rydze. W 2014 jako kandydat partii Zjednoczenie Narodowe „Wszystko dla Łotwy!” – TB/LNNK objął mandat posła na Sejm XII kadencji. W 2018 i 2022 utrzymywał go na XIII i XIV kadencję łotewskiego parlamentu. W styczniu 2024 zrezygnował z członkostwa w partii.

## Odznaczenia
- Order Trzech Gwiazd III klasy (2000)[1]
- Medal Rady Bałtyckiej (2011)[11]